# George Borba
George Borba - em hebraico, ג'ורג' בורבה e, em árabe, جورج بوربا -(Macerata, 12 de julho de 1944) é um ex-futebolista judeu italiano que defendeu a Seleção Israelense. Jogava como meio-campista.

## Carreira
Batizado como Giorgio Borba, é filho de judeus líbios (a Líbia à época era colônia italiana), e participou da única Copa do Mundo disputada por Israel, a de 1970.